# Летучая бригада (УВО)
«Летучая бригада» УВО — специальное подразделение Украинской Военной Организации (УВО), созданное в составе группы специально подготовленных и законспирированных боевиков для добычи денежных средств путём совершения так называемых эксов (экспроприационных актов — нападений на государственные учреждения с целью завладения средствами, которые в условиях польской оккупации считались украинским национальным доходом и потому должны были быть направлены на благо украинской нации).
Создана Краевым Командантом УВО (руководителем УВО на территории Западной Украины) Юлианом Головинским в феврале 1924 г.
Члены «Летучей бригады» действовали в условиях полной конспирации.
В местах своего проживания они были обязаны выдавать себя за поляков или немцев.
Посещать все мероприятия, организованные украинской общественностью, им было строго запрещено.
В личной жизни членам «Летучей бригады» даже было запрещено ухаживать за украинскими девушками.

## Состав
В состав «Летучей бригады» УВО входили Юлиан Головинский («Юлько», как главный руководитель), Омелян Сенык («Милько», как заместитель главного руководителя), Иван Паславский (как заместитель главного руководителя), Федор Яцура (как химик бригады), Мыкола Ясинский («Лёлько»), братья Роман и Ярослав Барановськие, Владимир Моклович, Антон Стефанишин, Мыкола Бигун, Мыкола Ковалысько, Прокоп Матийцыв, Васыль Атаманчук, Мыхайло Вербицкий.
Кроме того, к эксам «Летучей бригады», как правило, приобщался боевой референт (ответственный за боевые мероприятия УВО), на территории которого совершался экс. В отдельных эксах принимали участие также другие боевики  и даже просто сторонники УВО (В. Шумский, С. Букало, Д. Дубаневич, А. Медвидь, В. Лупуль).

## Деятельность
Исчерпывающего перечня эксов, совершенных «Летучей бригадой» УВО, составить невозможно из-за чрезвычайной конспирации её деятельности. Но есть ряд эксов, совершение которых «Летучей бригадой» УВО доказано, в частности:
- акция против польских дворов — рейд группы из 14 боевиков во главе с  Мыколой Бигуном от Ясини (Закарпатье) через Переннижье до Долинщины (лето 1924 г.);
- нападение на почтовый транспорт под Богородчанами (1925 г.);
- нападения на почтовые кареты под Калушем (30.05.1924 и 28.11.1925);
- нападение на главную почту Львова (28.03.1925 г.);
- нападение на кассу повитового управления в Долине (лето 1925 г.);
- нападение на почтовую администрацию г. Сьрём на Познанщине;
- неудачная экспроприация почтовых денег под Дунаевом возле Поморян.

## Суд над членами «Летучей бригады»
Разоблачение конспиративной квартиры УВО на улице Убоч во Львове повлекло за собой аресты польской полицией большинства членов «Летучей бригады», что сделало невозможной её дальнейшую деятельность. 
1 июня 1926 г. во Львове начался процесс над боевиками «бригады», перед судом предстали:
- Владимир Люпуль, 20 лет, выпускник учительской семинарии (г. Калуш);
- Иван Паславский, 31 год, выпускник гимназии (г. Любачев);
- Мыкола Бигун, 24 года, студент (г. Прага, Чехословакия);
- Ярослав Барановский, 20 лет, студент (г. Львов);
- Роман Барановский, 22 года, студент (г. Львов);
- Владимир Шумский, 26 лет, частный предприниматель (г. Дрогобыч);
- Мыкола Ковалысько, 27 лет, студент (г. Львов);
- Антон Медвидь, 31 год, рабочий (г. Долина);
- Мыкола Ясинский, 26 лет, выпускник гимназии (г. Станислав);
- Андрий Оленский, 25 лет, студент (г. Познань);
- Дмитро Дубаневич, 26 лет, слесарь;
- Антон Стефанишин, 30 лет, публицист (г. Долина).

Благодаря усилиям адвокатов (Лев Ганкевич, Мыхайло Волошин, Степан Шухевич, Мариян Глушкевич) осужденные получили чрезвычайно легкий приговор, исходя из того, что большинству угрожала смертная казнь: 
- 8 лет строгого режима (Дмитро Дубаневич);
- 6 лет строгого режима (Мыкола Бигун);
- 5 лет строгого режима (Иван Паславский);
- 4 года строгого режима (Мыкола Ясинский);
- 3 года строгого режима (Андрий Оленский, Антон Медвидь, братья Барановские);
- остальные – оправданы.

Но сеть «Летучей бригады» УВО была разорвана окончательно и дальнейшая её деятельность стала невозможной.